# Asiatische Goldkatze

Verbreitung der Asiatischen Goldkatze

Die Asiatische Goldkatze (Catopuma temminckii, Syn.: Pardofelis temminckii) ist eine mittelgroße Katze, die in Südostasien vorkommt. Seit 2008 wird sie auf der Roten Liste der IUCN als Art der Vorwarnliste („near threatened“) geführt. Die IUCN geht davon aus, dass sie sich aufgrund zunehmender Bejagung und anhaltendem Habitatverlust dem Status gefährdet („vulnerable“) nähert, da die Wälder Südostasiens gegenwärtig weltweit am schnellsten zerstört werden.
Früher wurde sie zur inzwischen aufgelösten Gattung der Goldkatzen gerechnet, ist aber mit der Afrikanischen Goldkatze nicht näher verwandt. Catopuma temminckii wurde nach dem niederländischen Zoologen Coenraad Jacob Temminck benannt.

## Merkmale
Die Asiatische Goldkatze ist mehr als doppelt so groß wie die Hauskatze und wiegt 9–16 kg. Ihre Schulterhöhe beträgt 56 cm bei einer Kopf-Rumpf-Länge von 66–105 cm und einem etwa 40–57 cm langen Schwanz. Das dichte Fell ist einheitlich gefärbt, aber individuell sehr unterschiedlich von rot bis goldbraun, dunkelbraun bis zimtfarben, aber auch gräulich bis schwarz. In manchen Regionen haben Asiatische Goldkatzen mehr oder weniger gut sichtbare Flecken oder Streifen auf dem Fell. Schwarz und weiße Linien laufen über Wangen bis zum oberen Kopf. Die Ohren sind hinten schwarz mit einem zentralen grauen Fleck.
In der Volksrepublik China sind Goldkatzen mit Flecken wie bei Leoparden gesichtet worden, die großen Bengalkatzen ähneln. Ein derart geflecktes Fell wird rezessiv vererbt.

## Verbreitung und Lebensraum
Asiatische Goldkatzen kommen in Südostasien von Tibet, Nepal, Bhutan, Indien und Bangladesch bis nach Myanmar, Thailand, Malaysia, Kambodscha, Laos, Vietnam sowie im Süden Chinas und auf Sumatra vor. Sie leben vornehmlich in trockenen laubabwerfenden, subtropischen immergrünen Wäldern und in Tropischen Regenwäldern. Aber auch in offeneren Gebieten wie in den Graslandschaften des Manas-Nationalparks in Assam sind sie gesichtet worden. Im Himalaya kommen sie vom Tiefland bis zu Höhen von über 3.000 m vor. Im Jigme Singye Wangchuk Nationalpark in Bhutan sind sie von Kamerafallen auf einer Höhe von 3.738 m fotografiert worden. In Laos leben sie auch in Anpflanzungen von Bambus und in degradierten Wäldern von der Ebene des Mekong bis auf 1.000 m Höhe.
Seit im Jahr 1831 der britische Gesandte Brian Houghton Hodgson eine Asiatische Goldkatze in Nepal beschrieben hat, wird angenommen, dass das Land die westlichste Verbreitung der Art darstellt. Aber erst im Mai 2009 gelang der erste fotografische Nachweis einer melanistischen Asiatischen Goldkatze im Makalu-Barun-Nationalpark mit Hilfe einer Kamerafalle.

### Unterarten und Verbreitung
Drei Unterarten der Asiatischen Goldkatze werden im zoologischen Nachschlagewerk Mammal Species of the World und in der mehrbändigen Enzyklopädie Handbook of the Mammals of the World als gültig anerkannt:
- Catopuma temminckii temminckii – lebt im Himalaya, im südöstlichen Asien und auf Sumatra
- Catopuma temminckii dominicanorum – lebt im südöstlichen China
- Catopuma temminckii tristis – lebt im südwestlichen China

Eine im Jahr 2014 veröffentlichte phylogeographische Untersuchung zeigte jedoch das fünf Katzenarten, darunter die Asiatische Goldkatze, in eine indochinesische und eine Sunda-Klade unterteilt werden können mit dem Isthmus von Kra auf der Malaiischen Halbinsel als Grenze. In einer im Januar 2017 veröffentlichten Revision der Katzensystematik durch die Cat Specialist Group der IUCN wird die Asiatische Goldkatze deshalb in folgende zwei Unterarten eingeteilt.
- Catopuma temminckii temminckii – lebt auf Sumatra und auf der Malaiischen Halbinsel südlich des Isthmus von Kra, ist relativ klein mit einem rötlichen Fell. Es gibt auch eine melanistische Morphe.
- Catopuma temminckii moormensis – kommt vom östlichen Nepal über das festländische Südostasien bis China vor, ist größer und hat ein variables Fell das gefleckt sein kann oder auch mehr oder weniger einfarbig dunkelgrau, schwärzlich, braun oder rötlich.

Catopuma temminckii dominicanorum und C. t. tristis werden als Farbmorphen von Catopuma temminckii moormensis angesehen.

## Lebensweise

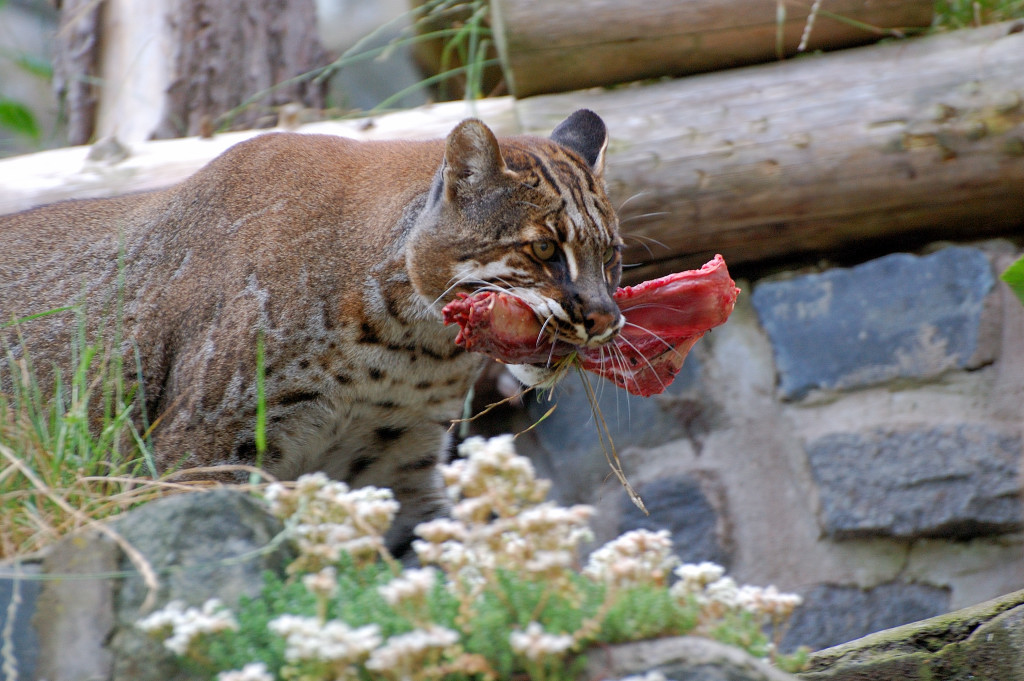
Asiatische Goldkatze mit Futter

Asiatische Goldkatzen leben scheu und einzelgängerisch. Lange Zeit wurden sie für nachtaktiv gehalten, aber eine Feldstudie an zwei Individuen hat belegt, dass sie vornehmlich während der Dämmerung und tagsüber aktiv sind. Ein Kuder hatte ein 47,7 km² großes Revier, das er während der Regenzeit um etwa 15 % erweiterte. Das Revier der Katze war 32,6 km² groß. Beide legten zwischen 55 m und über 9 km am Tag zurück und waren in der Regenzeit aktiver als im Frühjahr.
Sie können sehr gut klettern, bewegen sich aber trotzdem meistens am Boden. Sie jagen Nagetiere, Vögel, kleine Reptilien und kleine Huftiere wie Muntjaks und junge Sambarhirsche. Sie können aber auch Beutetiere reißen, die wesentlich größer als sie selbst sind, wie Kälber von Wasserbüffeln. In den Bergen von Sikkim erbeuten sie auch Gorale.

### Fortpflanzung
Über die Fortpflanzungsbiologie von Asiatischen Goldkatzen ist nur sehr wenig bekannt, und das meiste wurde bei Individuen beobachtet, die in Gefangenschaft gehalten wurden. Der Sexualzyklus wird auf 93 Tage geschätzt, der Östrus dauert etwa sechs Tage. Die Tragezeit beträgt vermutlich 78 bis 80 Tage. Jungtiere werden ganzjährig zur Welt gebracht. Der typische Wurf besteht aus nur einem Jungtier, auch wenn gelegentlich Geburten von bis zu drei Jungtieren vorkommen. Frisch geborene Jungtiere wiegen gewöhnlich zwischen 220 und 250 Gramm. Sie öffnen ihre Augen zwischen dem sechsten und zwölften Lebenstag und verdoppeln ihr Gewicht in den ersten drei Lebenswochen. Im Alter von knapp zehn Wochen wiegen sie 1,3 Kilogramm. Asiatische Goldkatzen werden zwischen ihrem 18. und 24. Lebensmonat geschlechtsreif. Ein in Gefangenschaft aufgezogenes Weibchen hatte mit 25 Monaten das erste Mal Nachwuchs. Die älteste Asiatische Goldkatze wurde 17 Jahre alt.

## Bedrohung
Asiatische Goldkatzen kommen in Entwicklungsländern vor, in denen ihr Lebensraum durch schnell voranschreitende Entwaldung zerstört wird. Das führt auch dazu, dass der Bestand an Huftieren abnimmt, die eine wichtige Nahrungsgrundlage darstellen. Eine weitere ernsthafte Bedrohung ist die Jagd für den illegalen Handel mit Wildtieren, der das größte Potential hat, in kürzester Zeit maximalen Schaden zu verursachen.

### Illegaler Handel mit Fellen
Asiatische Goldkatzen wurden hauptsächlich ihres Felles wegen gewildert. Zwischen 1991 und 2006 wurden in Myanmar während Erhebungen auf vier Märkten 111 Körperteile von mindestens 110 Individuen gezählt. Unter den Asiatischen Goldkatzenfellen befand sich eines mit Ozelot-ähnlichen Rosetten der seltenen Unterart tristis. Die Anzahl von Fellen gefährdeter Arten war erheblich größer als die von ungefährdeten Arten. Drei der untersuchten Märkte befinden sich in der Nähe internationaler Grenzen zwischen China und Thailand und sind auf internationale Käufer ausgerichtet. Die Asiatische Goldkatze ist zwar umfänglich durch Myanmars nationale Gesetzgebung geschützt, aber die Durchsetzung dieser Gesetze und der Vollzug des Washingtoner Artenschutzübereinkommens wird als unzureichend betrachtet.

## Naturschutz
Die Asiatische Goldkatze wurde früher als eine gefährdete Art betrachtet, aber vor einigen Jahren legten Untersuchungen in Sumatra und im Norden von Laos nahe, dass sie häufiger vorkommt als andere sympatrische Kleinkatzen. Untersuchungen in Thailand, Myanmar und im indischen Bundesstaat Arunachal Pradesh ergaben jedoch eine geringere Anzahl. Sie stehen überall in ihrem Verbreitungsgebiet unter Naturschutz, außer in Bhutan, wo sie nur innerhalb der Grenzen von geschützten Gebieten unter Schutz stehen.

### Haltung in Zoos

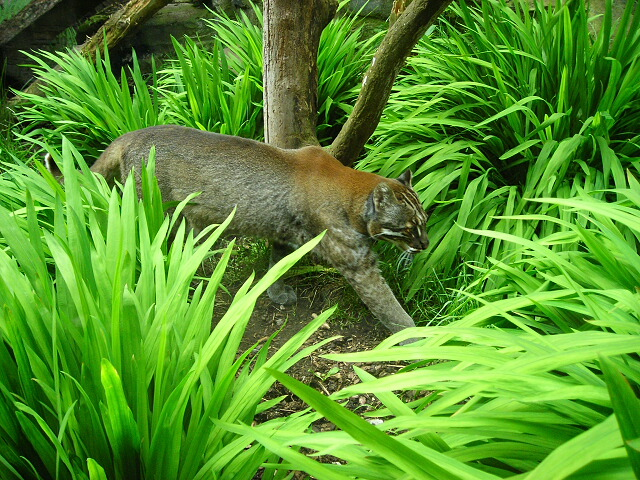
Asiatische Goldkatze im Zoo von Edinburgh

Das 1993 gestartete Europäische Erhaltungszuchtprogramm (EEP) für die Asiatische Goldkatze wird vom Zoo Heidelberg aus koordiniert, der langjährige Erfahrung in der Haltung und Zucht von Goldkatzen aufweist. Im Dezember 2008 lebten 20 Asiatische Goldkatzen in europäischen Zoos, die am EEP teilnehmen. Im Zoo Wuppertal wurde 2007 ein Jungtier geboren, und im Juli 2008 Zwillinge. Im französischen Parc des Félins in Lumigny wurde 2008 ein weibliches Jungtier geboren. Nach der weltweit ersten künstlichen Besamung kamen am 7. April 2013 im Allwetterzoo Münster Zwillinge zur Welt; ein männliches Tier wurde am 11. Februar 2015 im Zoo Wuppertal geboren, das aber am 2. März 2016 an Nierenversagen einging.

## Mythologie
In Thailand ranken sich regional Legenden um die Goldkatze. In der Fabel wird sie als wild und mutig beschrieben, hier stellt sie sich dem Tiger und besiegt ihn. Das Fell einer Goldkatze zu verbrennen vertreibt angeblich die Tiger der Umgebung. Ein einziges Goldkatzenhaar mit sich zu tragen soll nach dem Glauben vor einem Tigerangriff schützen.